# 新抚镇
新抚镇，是中华人民共和国云南省普洱市墨江哈尼族自治县下辖的一个乡镇级行政单位。
2012年12月28日，云南省人民政府批复同意撤销新抚乡，设立新抚镇。

## 行政区划
新抚镇下辖以下地区：
新塘村、白沙村、平掌村、京平村、曼拉村、界牌村、车沙村、那宪村、中义村和班包村。